# ルリサンジャク
ルリサンジャク (Cyanocorax chrysops)は、スズメ目カラス科の鳥類。

## 分布
ブラジル